# روزيق جاميلدين
روزيق جاميلدين (بالإنجليزية: Ruzaigh Gamildien)‏ (4 أبريل 1989 بكيب تاون في جنوب أفريقيا - ) هو لاعب كرة قدم جنوب أفريقي في مركز الوسط. شارك مع منتخب جنوب أفريقيا لكرة القدم. أما مع النوادي، فقد لعب مع أياكس كيب تاون ونادي أمازولو وMilano United F.C. ‏ ونادي بلومفونتين سيلتيك.

## وصلات خارجية
- روزيق جاميلدين على موقع قاعدة بيانات كرة القدم.إي يو (الإنجليزية)
- روزيق جاميلدين على موقع ناشيونال فوتبول تيمز (الإنجليزية)
- روزيق جاميلدين على موقع Soccerway.com (الإنجليزية)
- روزيق جاميلدين على موقع عالم كرة القدم.نت (الإنجليزية)